# Eygurande-et-Gardedeuil

Eygurande-et-Gardedeuil este o comună în departamentul Dordogne din sud-vestul Franței. În 2009 avea o populație de 370 de locuitori.

## Evoluția populației
| An        | 1975 | 1982 | 1990 | 1999 | 2006 | 2009 |
| --------- | ---- | ---- | ---- | ---- | ---- | ---- |
| Populație | 365  | 310  | 300  | 296  | 345  | 370  |